# Хатукай
Хатука́й (адыг. Хьатикъуай) — аул в Красногвардейском районе Республики Адыгея России. Расположен на пойме реки Лабы слева по течению, при впадении её в реку Кубань.

## История
Название аула связано с историей хатукайцев, одного из адыгских субэтносов. Аул образован в 1859 году (по другим данным в 1851 году) в ходе принудительного переселения адыгов из предгорных районов Черкесии, а также с черноморского побережья Кавказа (газета «Кавказ», июнь 1851).
В 2002 году был полностью затоплен речными водами в результате аварийного сброса воды из Ставропольского водохранилища. Река Кубань перестала принимать воды реки Лабы, которая повернула вспять и затопила всю Хатукайскую котловину, продержавшись там месяц, пока не разрешили сбросить воду в Кубанское водохранилище.

## Население
| 2002  | 2010  | 2013  | 2014  | 2015  | 2016  | 2017  |
| ----- | ----- | ----- | ----- | ----- | ----- | ----- |
| 4535  | ↗4911 | ↘4903 | ↗4916 | ↗4933 | ↗4944 | ↗4983 |
| 2018  | 2019  | 2020  | 2021  | 2023  | 2024  |       |
| ↗5038 | ↗5071 | ↗5072 | ↗5144 | ↘5127 | ↗5173 |       |

### Национальный состав
Большая часть населения Хатукая (65,6 %) являются русскими. По переписи населения 2002 года из 4535 проживающих в ауле, 3993 человека пришлось на 4 национальности:
| Национальность | %    | Численность |
| -------------- | ---- | ----------- |
| Русские        | 65,6 | 2975        |
| Адыгейцы       | 20,4 | 925         |
| Украинцы       | 1,6  | 71          |
| Армяне         | 0,5  | 22          |

По данным Всероссийской переписи 2021 года:
| Народ               | Численность, чел. | Доля от всего населения, % |
| ------------------- | ----------------- | -------------------------- |
| русские             | 4 141             | 80,50 %                    |
| адыги (черкесы)     | 811               | 15,77 %                    |
| другие / не указано | 192               | 3,73 %                     |
| всего               | 5 144             | 100,0 %                    |

## Инфраструктура
Предприятия сельского хозяйства. Многие жители работают в соседнем Усть-Лабинске, расположенном на противоположном высоком берегу Кубани. Аул соединён с ним автобусным сообщением.
- Православный храм иконы Божьей Матери Скоропослушница.
- Мечеть.
- Средняя школа. Открыта 1 сентября 2013 года.
- Предприятие по производству металлоконструкций

## Люди, связанные с аулом
- Гадагатль, Аскер Магамудович — доктор филологических наук, академик Адыгейской международной академии наук, систематизировал и опубликовал на языке оригинала адыгский народный эпос «Нарты» в семи томах (Майкоп, 1946—1971)[18].
- Евтых, Аскер Кадербечевич — адыгский писатель.
- Лёля Магометовна Богузокова — первая лётчица-адыгейка. Похоронена в ауле  матери. На могиле установлен обелиск.